# خسوس لورونیو
خسوس لورونیو (اسپانیایی: Jesús Loroño‎; ۱۰ ژانویهٔ ۱۹۲۶ – ۱۲ اوت ۱۹۹۸) دوچرخه‌سوار اهل اسپانیا بود. وی در مسابقات تور دو فرانس شرکت کرده‌است.